# Novie McCabe
Novie McCabe (ur. 15 grudnia 2001 w Winthrop) – amerykańska biegaczka narciarska, olimpijka z Pekinu 2022, wicemistrzyni świata juniorów.

## Udział w zawodach międzynarodowych
| Impreza                     | Rok  | Gospodarz      | Konkurencja          | Miejsce |                      |      |       |                   |     |
| --------------------------- | ---- | -------------- | -------------------- | ------- | -------------------- | ---- | ----- | ----------------- | --- |
| Impreza                     | Rok  | Gospodarz      | Konkurencja          | Miejsce | Igrzyska olimpijskie | 2022 | Pekin | bieg indywidualny | 24. |
| bieg masowy                 | 18.  |                |                      |         | Igrzyska olimpijskie | 2022 | Pekin |                   |     |
| sztafeta kobiet             | 6.   |                |                      |         | Igrzyska olimpijskie | 2022 | Pekin |                   |     |
| Mistrzostwa świata juniorów | 2019 | Lahti          | 5 km st. dowolnym    | 29.     |                      |      |       |                   |     |
| Mistrzostwa świata juniorów | 2019 | Lahti          | 15 km st. klasycznym | 10.     |                      |      |       |                   |     |
| Mistrzostwa świata juniorów | 2019 | Lahti          | sztafeta dziewcząt   | 4.      |                      |      |       |                   |     |
| Mistrzostwa świata juniorów | 2020 | Oberwiesenthal | 15 km st. dowolnym   | 9.      |                      |      |       |                   |     |
| Mistrzostwa świata juniorów | 2020 | Oberwiesenthal | sprint               | 22.     |                      |      |       |                   |     |
| Mistrzostwa świata juniorów | 2020 | Oberwiesenthal | sztafeta dziewcząt   | 02 !    |                      |      |       |                   |     |